# نور وخش
نور وخش جماعت و شهرکی در جنوب غربی کشور تاجیکستان است که در ناحیهٔ جیلی‌کول ولایت ختلان قرار دارد. جمعیت این جماعت ۱۱۷۹۳ است.